# Tibor Gánti
Tibor Gánti (ur. 10 września 1933 w Vácu, zm. 15 kwietnia 2009) – węgierski biolog i biochemik, twórca teorii chemotonu, jako najprostszego systemu żywego (modelu funkcjonowania organizmu), autor m.in. pracy popularnonaukowej "Az élet principiuma" (Gondolat, Budapeszt, 1971, wyd. drugie, przejrzane i rozszerzone 1978, wyd. polskie "Podstawy życia", Wiedza Powszechna, Warszawa, 1986).
Studia, stopnie naukowe i tytuły honorowe
- Dipl. Chem. Eng., Technical University, Budapeszt, 1958
- Dr techn., Technical University, Budapeszt, l962
- Candidate of biol. Sci., Hungarian Academy of Sciences, l974
- Honorary docent, Eötvös University, Budapeszt, 1974
- Doctor of biol. Sci., Hungarian Academy of Sciences, 1980
- Honorary professor, Eötvös University, Budapeszt, 1982

Zajmowane stanowiska
- 1951–1952 – pracownik laboratoryjny Bacteriological Laboratory, Factory of Canned Food, Dunakeszi,
- 1953–1954 – pracownik laboratoryjny Photochemical Research Institute, Vác,
- 1958–1965 – kierownik Yeast Laboratory, Yeast Factory, Budapeszt,
- 1965–1974 – kierownik Biochemical Department. REANAL Factory of Laboratory Chemicals, Budapeszt,
- 1974–1999 – konsultant naukowy Ecological and Modelling Research Group of Hung. Acad. Sci., Budapeszt.
- 1992–2000 – dyrektor Cogitator deposit company, Nagymaros.

Stanowiska dydaktyczne
1968–1972 – wykładowca biochemii przemysłowej, Eötvös University, Budapeszt,
1974–1976 – wykładowca biologii teoretycznej, University of Gödöllô,
1975–1979 – wykładowca biologii teoretycznej, József Attila University, Segedyn,
1978–1999 – wykładowca biologii teoretycznej, Eötvös University, Budapeszt.
Inne stanowiska
1968–1973 – członek Presidency of the Hungarian Biochemical Society
1978–1986 – sekretarz generalny Hungarian Biological Society
1980–l988 – członek Presidency of the Hungarian Astronautic Society
1986–1992 – przewodniczący Environmental Council of the Federation of Scientific and Technical Societies of Hungary
1980–1992 – członek Presidency of the Federation of Scientific and Technical Societies of Hungary
1980–1990 – kierownik wydawnictwa Természet Világa (węgierskie czasopismo podobne do Scientific American)
2000–2001 – Fellow Collegium Budapest (Institute for Advanced Study)
Nagrody i odznaczenia
1982 – Herman Otto prize
1986 – MTESz prize
1989 – Pro Natura medal
Wybrane publikacje

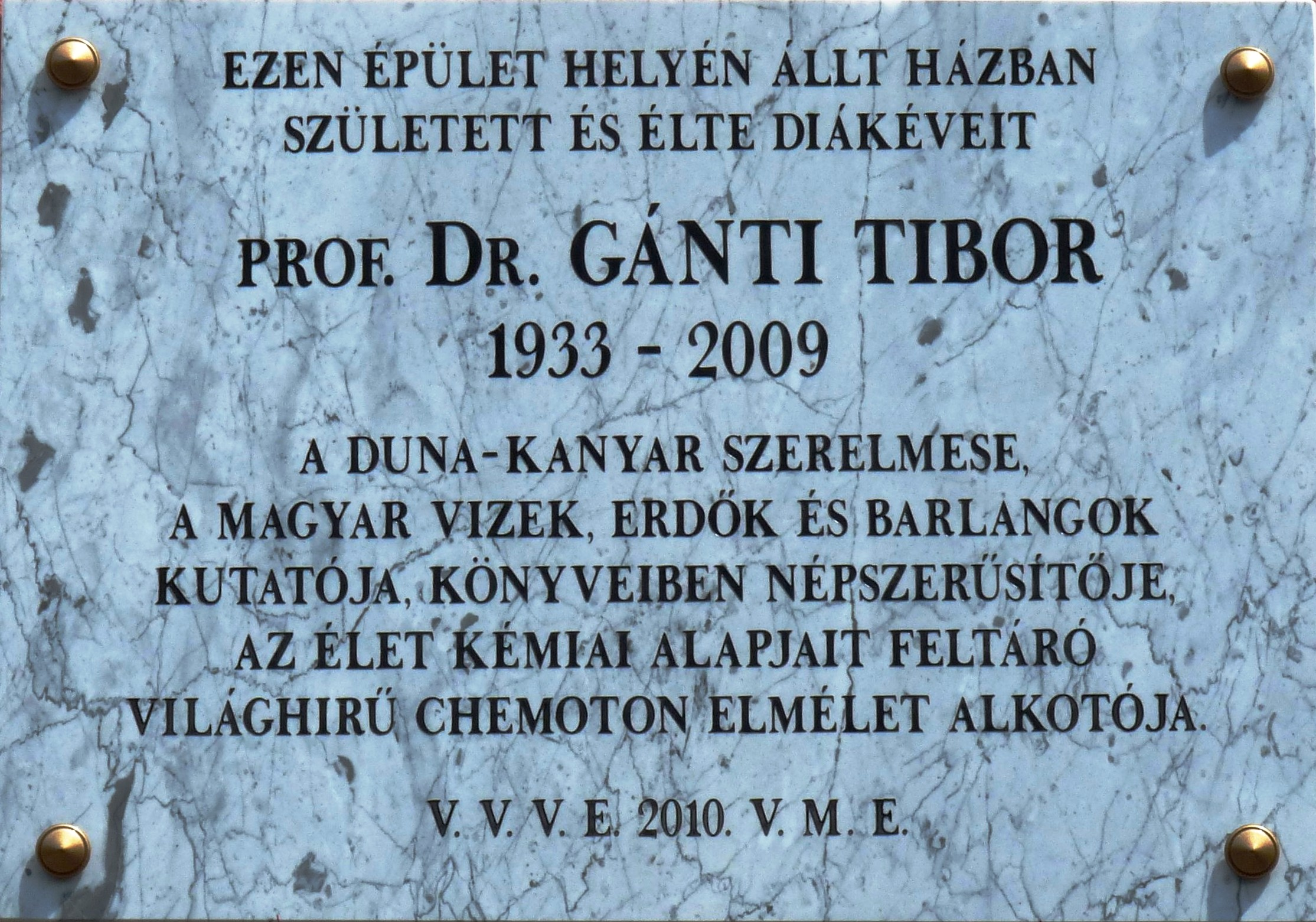
Tablica pamiątkowa w miejscu narodzin,
Vác, Köztársaság 5

- Gánti Tibor (1966): Forradalom az élet kutatásában. Gondolat, Budapest
- Gánti Tibor (1971): Az élet princípiuma. Gondolat, Budapest
- Gánti Tibor (1974): A chemoton–elmélet alapjai. Fizikai Szemle. 24, 97–103.
- Gánti Tibor (1975): Organization of Chemical Reactions into Dividing and Metabolizing Units: The Chemotons. BioSystems. 7, 15–21.
- Gánti Tibor (1979): A Theory of Biochemical Supersystems and Its Application to Problems of Natural and Artificial Biogenesis. Akadémiai, Budapest–University Park Press, Baltimore
- Gánti Tibor (1979): A prebiológiai evolúció értelmezése a chemotonelmélet alapján. Biológia. 27, 161–175.
- Gánti Tibor (1983): Az ősszekvenciák eredete. Biológia. 31, 47–54.
- Gánti Tibor (1984): Chemotonelmélet I. A fluid automaták elméleti alapjai. OMIKK, Budapest
- Gánti Tibor (1987): The Principle of Life. OMIKK, Budapest
- Gánti Tibor (1989): Chemotonelmélet II. Az élő rendszerek elmélete. OMIKK, Budapest
- Gánti Tibor (1997): Biogenesis Itself. Journal of Theoretical Biology. 187, 583–93.
- Gánti Tibor (2003): The Principles of Life. With commentaries by James Griesemer and Eörs Szathmáry. Oxford, University Press
- Gánti Tibor (2003): Chemoton Theory. Vol. I. Theory of Fluid Machineries. Kluwer Academic/Plenum Publishers, New York
- Gánti Tibor (2003): Chemoton Theory. Vol. II. Theory of Living Systems. Kluwer Academic/Plenum Publishers, New York
- Gánti Tibor, Horváth A., Bérczi S., Gesztesi A., Szathmáry E. (2003): Dark Dune Spots: Possible Biomarkers on Mars? Origins of Life and Evolution of Biospheres. 33, 515–557[5]
- Horváth A., Kereszturi A., Bérczi S., Sik A., Pócs T., Gánti T., Szathmáry E. (2009): Analysis of Dark Albedo Features on a Southern Polar Dune Field of Mars. Astrobiology. 9 February 2009[6]